# چوبدر
چوبدر، روستایی از توابع بخش کوهین شهرستان قزوین در استان قزوین ایران است.

## جمعیت
این روستا در دهستان ایلات قاقازان غربی قرار دارد و براساس سرشماری مرکز آمار ایران در سال ۱۳۸۵، جمعیت آن زیر سه خانوار بوده‌است.
بسیاری از اهالی این روستا به دلیل مشکلات روستانشینی  به شهرهای   قزوین، الوند، محمودآبادنمونه، تهران و فردیس کرج  مهاجرت کرده‌اند و در فصول گرم به زادگاه خود (چوبدر) برمی گردند.